# فرودگاه هدلی
فرودگاه هدلی (به انگلیسی: Hadley Airport) یک فرودگاه همگانی بهره‌برداری هوایی است که یک باند فرود آسفالت دارد و طول باند آن ۲۰۶۵ متر است. این فرودگاه در کشور ایالات متحده آمریکا قرار دارد و در ارتفاع ۱۷۵۱ متری از سطح دریا واقع شده‌است.